# 河北唐山刘官屯矿难
河北唐山刘官屯矿难发生于2005年12月7日，河北省唐山市的刘官屯煤矿发生井下爆炸事件，共有108人死亡、29人受伤。